# 了徳院
了徳院（りょうとくいん）は、大阪市福島区にある東寺真言宗の寺院。山号は如意山。本尊は準胝観音と十一面観音（大聖歓喜天）。浦江聖天（うらえしょうてん）の名で親しまれている。

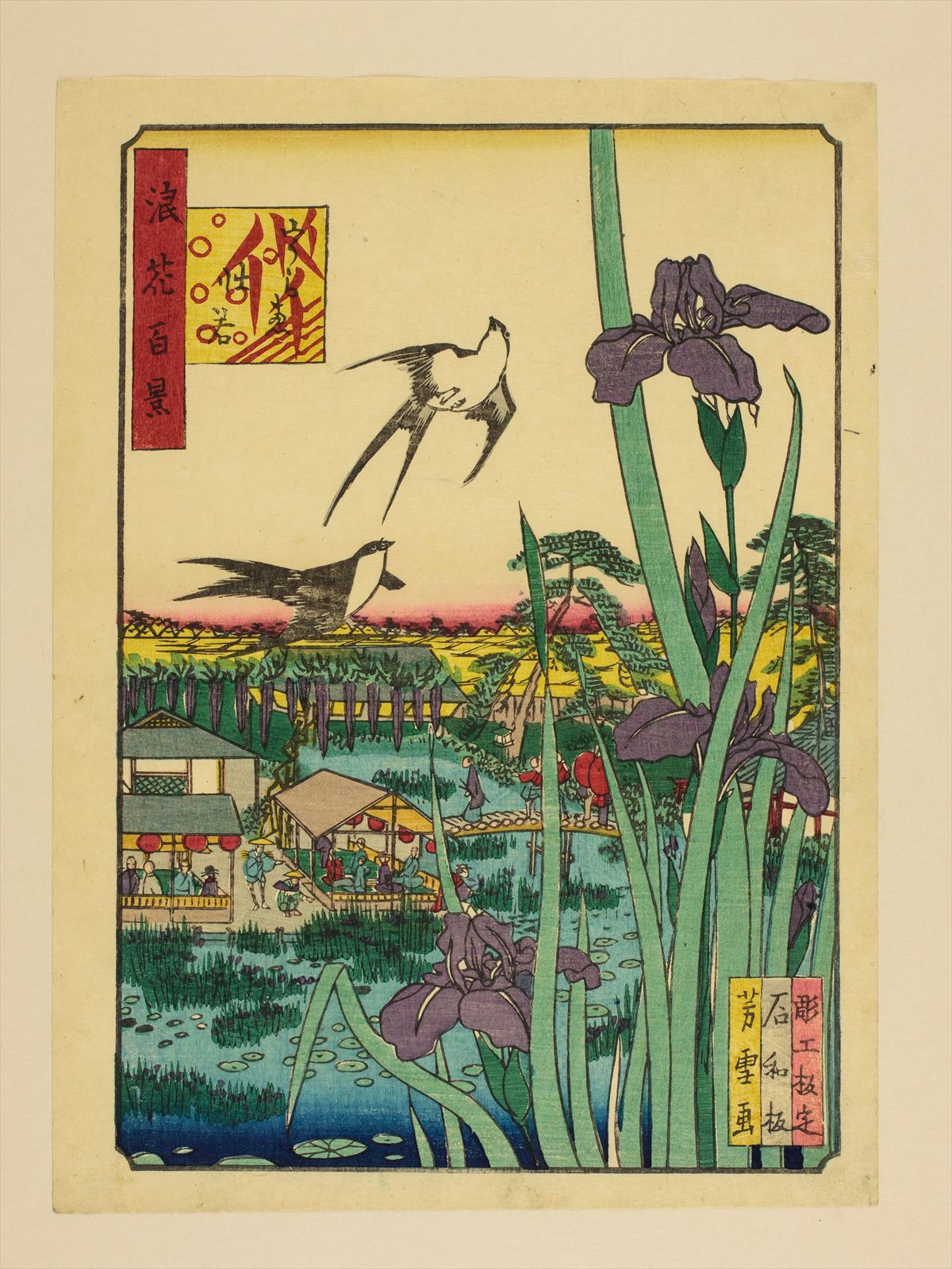
芳雪画　うらえ杜若 (浪花百景)

## 歴史
洪水のために記録が失われ、創建年は不明。元文元年（1736年）3月、高野山善寿院の宥意上人が入寺して再建を企て、元文4年（1739年）10月に竣功。
その後また衰えていたのを天保5年（1834年）僧某が堂宇を再建する。
古来伏見宮の祈願所で、本堂に十一面観世音菩薩（大聖歓喜天）を安置する。この大聖歓喜天は浦江がまだ海岸だった折、漁師の網にかかって海中から出現したと伝えられる。
子宝、縁結びを願う信仰に支えられ、浦江聖天、福島聖天と呼ばれ親しまれた。当地はいくつかの水路が流れ込み、境内の水辺には杜若が群生し、花の時期には参拝客で溢れた。
松尾芭蕉も門弟と訪れ、句を残している。
1945年（昭和20年）6月1日の第2回大阪大空襲によって山門と白髭稲荷大明神を除いて焼失したが、戦後に復興した。

## 境内
- 本堂 - 十一面観世音菩薩（大聖歓喜天）を祀る。
- 准胝観音堂 - 准胝観音を祀る。
- 不動堂 - 不動明王を祀る。
- 地蔵堂
- 役行者石塔
- 白髭稲荷大明神
- 五重石塔
- 芭蕉杜若句碑 - 杜若語るも旅のひとつ哉　　はせを
- 弁財天
- 鐘楼
- 保育所和光園
- 庫裏
- 山門 - 江戸時代の再建。丸角流建造の代表作で、子持ち龍の彫刻がある。

## 前後の札所
摂津国八十八箇所
3 和光寺　-　4 了徳院　-　5 持明院
大阪四不動北方霊場

## 交通アクセス
- JR大阪環状線福島駅下車、北西徒歩5分